# Pamela Studstill
Pamela Studstill (nascida em 1954) é uma quilter americana considerada parte do movimento de "arte de colchas de retalhos" contemporânea. Tendo recebido duas bolsas NEA na sua vida, o trabalho de Studstill encontra-se incluído nas colecções do Museu Smithsoniano de Arte Americana, do International Quilt Museum da Universidade de Nebraska-Lincoln e do National Quilt Museum.